# روی تینز
روی تینز (انگلیسی: Roy Thinnes؛ زادهٔ ۶ آوریل ۱۹۳۸) هنرپیشه اهل ایالات متحده آمریکا است.
از فیلم‌ها یا برنامه‌های تلویزیونی که وی در آن نقش داشته‌است می‌توان به ذهن زیبا، فرودگاه ۱۹۷۵ و هیندنبورگ اشاره کرد.